# Dampierre-sur-Linotte

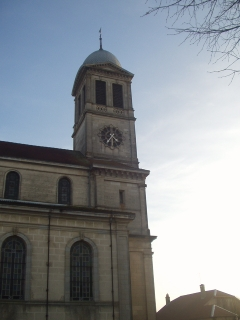
Kościół w Dampierre-sur-Linotte, 2008

Dampierre-sur-Linotte – miejscowość i gmina we Francji, w regionie Burgundia-Franche-Comté, w departamencie Górna Saona.
Według danych na rok 1990 gminę zamieszkiwało 697 osób, a gęstość zaludnienia wynosiła 21 osób/km² (wśród 1786 gmin Franche-Comté Dampierre-sur-Linotte plasuje się na 236. miejscu pod względem liczby ludności, natomiast pod względem powierzchni na miejscu 24.).